# N155 (België)
De N155 is een gewestweg in de Belgische stad Antwerpen die de A1/E19 met de N1 (Mechelsesteenweg) verbindt. De N155 bestaat tussen de A1/E19 en N177 uit een tweerichtingsweg met 2x2 rijstroken en tussen de N177 en N1 uit een eenrichtingsweg met 2 rijstroken staduitwaarts. De route heeft een lengte van ruim 1 kilometer.

## Traject
De N155 begint aan de A1/E19 en R1 aan het knooppunt Antwerpen-Zuid, kruist achtereenvolgens een op- en afrit van de R10 (Desguinsingel/Binnensingel) en de N177 (Jan Van Rijswijcklaan), en eindigt op de N1 (Mechelsesteenweg).

## Straatnamen
De N155 heeft de volgende straatnamen:
- Generaal Lemanstraat
- Koningin Elisabethlei

## N155a
De N155a is een 550 meter lange parallelweg van de R10 over de Uitbreidingsstraat. Aan deze straat staan diverse kantoorgebouwen.